# Mitchel Brown
Glen Mitchel Brown James est un footballeur international hondurien né le 16 juillet 1981. Il évolue actuellement au Club Deportivo Marathón.

## Palmarès
- Vainqueur du tournoi d'ouverture du championnat du Honduras en 2007 et 2009 avec CD Marathón
- Meilleur buteur du championnat de Chine de 2e division en 2011 avec Hunan Billows